# NGC 4724
NGC 4724 (również PGC 43494) – galaktyka eliptyczna (E-S0), znajdująca się w gwiazdozbiorze Kruka. Odkrył ją William Herschel 8 lutego 1785 roku.